# سایدو سو
سایدو سو (انگلیسی: Saïdou Sow؛ زادهٔ ۴ ژوئیهٔ ۲۰۰۲) بازیکن فوتبال اهل گینه است.
وی همچنین در تیم ملی فوتبال گینه بازی کرده است.